# Филип Виденов
Филип Виденов (Русе, 12. јун 1980) је бугарски кошаркаш. Игра на позицији бека, а тренутно наступа за Берое.

## Каријера
Након завршетка студија у Америци, где је наступао за колеџ Западни Кентаки, 2003. враћа се у Бугарску где игра за Левски из Софије. После тога је играо за велики број клубова, а међу њима је и Реал Мадрид. Сезоне 2009/10. је потписао за Црвену звезду, међутим због кризе у клубу сезону је завршио у ФМП-у. Вишегодишњи је члан репрезентације Бугарске и њен је најбољи стрелац.

## Успеси

### Клупски
- Проком Гдиња:
  - Првенство Пољске (1): 2010/11.

### Појединачни
- Учесник Ол-стар утакмице Првенства Турске (1): 2006.